# Ghana ved sommer-OL 1992
Ghana ved sommer-OL 1992. 35 sportsudøvere fra Ghana deltog i fire sportsgrene under Sommer-OL i Barcelona. Ghana kom på en delt 54. plads med en bronzemedalje.

## Medaljer
| 1992 Barcelona | Guld | Sølv | Bronze | Total |
| Ghana          | 0    | 0    | 1      | 1     |

## Medaljevinderne
| Ghana ved sommer-OL 1992 i Barcelona | Ghana ved sommer-OL 1992 i Barcelona | Ghana ved sommer-OL 1992 i Barcelona | Ghana ved sommer-OL 1992 i Barcelona | Ghana ved sommer-OL 1992 i Barcelona                                                           |
| Medaljer                             | Udøver | Sport                                | Øvelse                               | Resultat                                                                                       |
| ------------------------------------ | --- | ------------------------------------ | ------------------------------------ | ---------------------------------------------------------------------------------------------- |
| Bronze                               | Joachin Yaw Acheampong Simon Addo Sammi Adjei Maxwell Konadu Mamood Amadu Isaac Asare Frank Amankwah Nii Lamptey Bernard Aryee Kwame Ayew Mohammed Gargo Mohammed Kalilu Ibrahim Dossey Samuel Osei Kuffour Samuel Kumah Anthony Mensah Alex Nyarko Yaw Preko Shamo Quaye Oli Rahman | Fodbold                              | Fodbold, mænd                        | Kvartfinale: · 4 - 2 Paraguay · Semifinale: · 0 - 2 Spanien · Bronzefinale: · 1 - 0 Australien |